# ¿Qué voy a hacer sin ti?
«¿Qué voy a hacer sin ti?» es una canción de 1998 interpretada por el cantante español Mikel Herzog. La canción fue escrita por Alberto Estébanez en colaboración con el propio Mikel Herzog. Fue elegida para representar a España en el Festival de la Canción de Eurovisión 1998 celebrado en Birmingham (Inglaterra).

## Festival de Eurovisión
La canción fue elegida internamente por la cadena española Televisión Española (TVE) como la representación española en el Festival de la Canción de Eurovisión 1998.
En la noche del concurso, la canción fue interpretada en cuarto lugar, siguiendo a la francesa Marie Line con «Où aller» y precediendo al suizo Gunvor Guggisberg con «Lass ihn». La canción recibió 21 puntos, ubicándose en el puesto 16.